# تویوتا آریون (ایکس‌وی۴۰)
تویوتا آریون (ایکس‌وی۴۰) (به انگلیسی: (Toyota Aurion (XV40) یک خودروی اندازه متوسط از سری خودروهای تویوتا آریون است. این خودرو که در اصل اولین نسل تویوتا آریون است در بازار استرالیا و بخشهایی از آسیا با نام تجاری ایکس‌وی۴۰ شناخته می‌شود. تولید آریون ایکس‌وی۴۰ در سال‌های ۲۰۰۶ تا ۲۰۱۲ بود و پس از آن خودروی تویوتا آریون (ایکس‌وی۵۰) جایش را گرفت. در حالی که تولید آن در آسیا تا سال ۲۰۱۴ ادامه داشت.
علی‌رغم وجود نام تجاری متفاوت، اما این خودرو در اصل یک تویوتا کمری (ایکس‌وی۴۰) است که طراحی بدنه با تغییراتی نسبت به کمری متمایز گردیده. این خودرو در شرق آسیا با نام تویوتا کمری ارائه می‌گردد اما در استرالیا و غرب آسیا با نام آریون عرضه می‌شود. در برخی از بازارها، این نسل از آریون به عنوان جانشین مدل تویوتا آوالن (اکس‌اکس۱۰) شناخته می‌شود.
این خودرو در کلاس خودرو سایز متوسط قرار گرفته، طراحی آن خودروهای موتور جلو-محور جلو بوده طول آن در حالت طبیعی ۴٬۸۲۵ میلیمتر (۱۹۰٫۰ اینچ) و عرض آن در حالت طبیعی ۱٬۸۲۰ میلیمتر (۷۲ اینچ) و ارتفاع آن در حالت طبیعی ۱٬۴۷۰ میلیمتر (۵۸ اینچ) است. سیستم جعبه دندهٔ آن ۶ دنده به صورت خودکار است.